# Oblat
Oblat és la denominació que rep al si de l'Església Catòlica aquell creient que, sense professar els vots d'un orde religiós, sense deixar de ser laic, s'ofereix a Déu i es compromet a complir part dels compromisos dels religiosos d'algun orde.
A l'edat mitjana el terme s'utilitzava també per a designar als xiquets que es lliuraven en una comunitat monàstica, com el rei sant Enric II del Sacre Imperi Romanogermànic.
D'altra banda, alguns ordes religiosos han inclòs aquest terme en la seua denominació, malgrat no estar integrades per laics, com els Missioners Oblats de Maria Immaculada.